# 布埃
布埃（法語：Boué，法語發音：[bwe]）是法国上法蘭西大區埃纳省的一个市镇，属于韦尔万区。

## 地理
布埃（50°0'43"N, 3°41'55"E）面积10.44 平方千米，位于法国上法蘭西大區埃纳省，该省份为法国北部内陆省份，北起北部省，西接索姆省和瓦兹省，东临阿登省和马恩省，西南至塞纳-马恩省，东北部与比利时接壤。
与布埃接壤的市镇（或旧市镇、城区）包括：蒂耶拉什地区巴尔济、桑布尔河畔贝尔格、埃凯埃里、埃特勒、拉讷维尔莱多朗、蒂耶拉什地区勒努维永、瓦西。

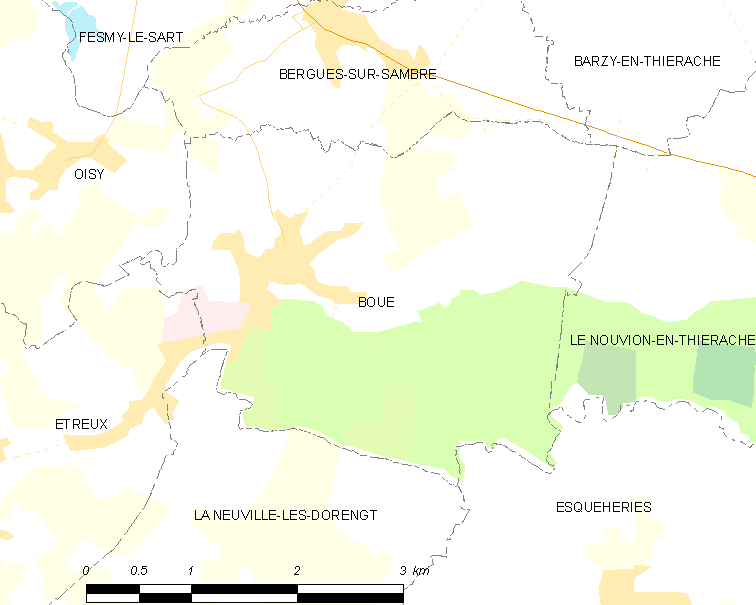
布埃的OSM定位图

布埃的时区为UTC+01:00、UTC+02:00（夏令时）。

## 行政
布埃的邮政编码为02450，INSEE市镇编码为02103。

## 政治
布埃所属的省级选区为吉斯县。

## 人口

1962-2008年间布埃人口变化图示

布埃于2022年1月1日时的人口数量为1316人。